# Les Seigneurs du chaos
 (juillet 2013).
Si vous disposez d'ouvrages ou d'articles de référence ou si vous connaissez des sites web de qualité traitant du thème abordé ici, merci de compléter l'article en donnant les références utiles à sa vérifiabilité et en les liant à la section « Notes et références ».
Black metal satanique: les seigneurs du chaos est la traduction française et l'édition revue et augmentée du livre original Lord of Chaos: "The Bloody Rise Of Satanic Metal Underground" écrit par Michael Moynihan et Didrik Søderlind. Sa traduction a été effectuée par Sylvia Rochonnat (de Camion Blanc) et publié par Feral House, Los Angeles.

## Description brève
Ce livre contient plusieurs types d'informations sur la création du black metal, son évolution, les membres les plus connus de la scène ayant participé à sa création (ou sa propagation) mais aussi ses conséquences sur la société et les fans. Parmi ces informations, en voici des exemples :
- Interviews de membres de la scène black metal ayant contribué à celle-ci.
- Illustrations (extraits de journaux en rapport avec le black metal, photos de membres de groupes, pochettes d'albums considérées comme marquantes dans l'histoire du black metal, photos de paysages norvégiens, tracts, etc.)
- Points de vue sur le milieu par différentes personnes internes ou extérieures au milieu.
- Récits d'histoires ayant marqué le black metal
- Ressources musicales
- Causes et conséquences en Norvège, pays ayant le plus grandement contribué à l'essor du black metal.
- Déviations liées à ce style de musique, les incarcérations des membres de la scène et le NSBM.

## Groupes cités dans le livre
- Deep Purple
- Coven
- Led Zeppelin
- Black Sabbath
- Bathory
- Venom
- Mercyful Fate
- Old Funeral
- Deicide
- Thou Shalt Suffer
- Mayhem
- Burzum
- Darkthrone
- Abruptum
- Immortal
- Emperor
- Absurd
- Seigneur Voland

## Personnalités interviewés
- Varg Vikernes
- Samoth
- Snore Ruch
- Bård Eithun
- Hellhammer
- Hendrik Mobus
- Ihsahn
- Lene Bore
- Metallion
- Anton Szandor LaVey
- Per Anders Nordengen
- Asbjorn Slettemark
- Simen Midgaard
- Asbjorn Dyrendal